# TJ Sokol Lipnice
TJ Sokol Lipnice (celým názvem: Tělovýchovná jednota Sokol Lipnice) je český klub ledního hokeje, který sídlí ve městě Spálené Poříčí v Plzeňském kraji. Založen byl v roce 1948. Od sezóny 2011/12 působí v Plzeňské krajské soutěži – sk. C, sedmé české nejvyšší soutěži ledního hokeje. Klubové barvy jsou černá a bílá.
Své domácí zápasy odehrává v Rokycanech na tamějším zimním stadionu s kapacitou 4 000 diváků.

## Přehled ligové účasti
Stručný přehled
Zdroj: 
- 2010–2011: Plzeňská krajská soutěž – sk. B (6. ligová úroveň v České republice)
- 2011– : Plzeňská krajská soutěž – sk. C (7. ligová úroveň v České republice)

Jednotlivé ročníky
Zdroj: 
Legenda: ZČ - základní část, červené podbarvení - sestup, zelené podbarvení - postup, fialové podbarvení - reorganizace, změna skupiny či soutěže
| Česko (2010 – ) |                                 |           |           |                                       |            |
| Sezóny          | Soutěž                          | Úroveň    | ZČ        | Play-off, nadstavba, sk. o udržení... | Poznámky   |
| 2010/11         | Plzeňská krajská soutěž – sk. B | 6. úroveň | 13. místo |                                       | Sestup     |
| 2011/12         | Plzeňská krajská soutěž – sk. C | 7. úroveň | 5. místo  | Čtvrtfinále                           |            |
| 2012/13         | Plzeňská krajská soutěž – sk. C | 7. úroveň | 10. místo | Ne                                    | sk. o udr. |
| 2013/14         | Plzeňská krajská soutěž – sk. C | 7. úroveň | 5. místo  | Čtvrtfinále                           |            |
| 2014/15         | Plzeňská krajská soutěž – sk. C | 7. úroveň | 5. místo  | Semifinále                            |            |
| 2015/16         | Plzeňská krajská soutěž – sk. C | 7. úroveň | 6. místo  | Skupina o umístění (8. místo)         |            |
| 2016/17         | Plzeňská krajská soutěž – sk. C | 7. úroveň | 7. místo  |                                       |            |
| 2017/18         | Plzeňská krajská soutěž – sk. C | 7. úroveň | 2. místo  |                                       |            |
| 2018/19         | Plzeňská krajská soutěž – sk. C | 7. úroveň |           |                                       |            |